# Pęczniew
Pęczniew è un comune rurale polacco del distretto di Poddębice, nel voivodato di Łódź.
Ricopre una superficie di 128,38 km² e nel 2004 contava 3 733 abitanti.